# Guindulman
Guindulman è una municipalità di quinta classe delle Filippine, situata nella Provincia di Bohol, nella Regione del Visayas Centrale.
Guindulman è formata da 19 baranggay:
- Basdio
- Bato
- Bayong
- Biabas
- Bulawan
- Cabantian
- Canhaway
- Cansiwang
- Casbu
- Catungawan Norte
- Catungawan Sur
- Guinacot
- Guio-ang
- Lombog
- Mayuga
- Sawang (Pob.)
- Tabajan (Pob.)
- Tabunok
- Trinidad